# Arthur Jerome Drossaerts
Arthur Jerome Drossaerts (Breda, 11 september 1862 - San Antonio (Texas), 8 september 1940) was een Nederlands geestelijke en een aartsbisschop van de Rooms-Katholieke Kerk, werkzaam in de Verenigde Staten.
Drossaerts studeerde aan verscheidene Nederlandse seminaries. Bisschop Adrianus Godschalk wijdde hem op 15 juni 1889 in 's-Hertogenbosch tot priester. Vervolgens vertrok hij naar de Verenigde Staten op verzoek van de aartsbisschop van New Orleans, Francis Janssens, die hem als pastoraal werker aanstelde in Lake Charles. Daar ontwikkelde hij het religieus onderwijs onder Afro-Amerikaanse katholieken. Ook was hij pastoor in New Orleans, Broussard en Baton Rouge.
Op 18 juli 1918 werd Drossaerts door paus Benedictus XV benoemd tot bisschop van San Antonio. Hij ontving zijn bisschopswijding in de kathedraal van New Orleans op 18 december van dat jaar van de pauselijke nuntius in de Verenigde Staten, aartsbisschop Giovanni Bonzano. Medeconsecratoren waren de bisschoppen Theophile Meerschaert en John Laval. Toen het bisdom San Antonio op 3 augustus 1926 werd verheven tot aartsbisdom werd Drossaerts de eerste aartsbisschop.
Tijdens zijn episcopaat verleende Drossaerts onderdak aan veel geestelijken die gevlucht waren na de Mexicaanse Revolutie. Tijdens de uitvaart van de overleden bisschop van Aguascalientes veroordeelde Drossaert openlijk het gebrek aan interesse in Amerika voor de vervolgde kerk in Mexico. Paus Pius XI verleende hem op 19 augustus 1934 als dank voor deze inspanningen de titel Bisschop-assistent bij de pauselijke troon.
Drossaert hekelde ook mode van de vrouwen in zijn tijd, die hij aanduidde als "voorheen exclusief toegeschreven aan de scharlaken vrouw". Hij deed zijn beklag over het "vernederende schouwspel van jonge vrouwen, die tentoongesteld en beoordeeld worden als honden en runderen."
Drossaerts overleed drie dagen voor zijn 78e verjaardag in het Santa Rosa ziekenhuis in San Antonio.
- International Standard Name Identifier: 0000 0000 3594 810X
- Library of Congress Control Number: n97038873
- SNAC: w65t4865
- Virtual International Authority File: 46045359
- WorldCat: E39PBJbM9tmf3R4FjKk6CW4rMP